# Mohamed Soumaïla
Mohamed Soumaïla (30 ottobre 1994) è un calciatore nigerino, difensore dell'US Raon-l'Étape e della Nazionale nigerina.

## Caratteristiche tecniche
È un terzino o centrocampista sinistro.

## Carriera

### Nazionale
Ha partecipato alla Coppa d'Africa del 2012 ed a quella del 2013.

## Palmarès

### Club

#### Competizioni nazionali
- Niger Premier League: 1

Olympic Niamey: 2012
- Campionato tunisino: 1

Sfaxien: 2013

#### Competizioni internazionali
- Coppa della Confederazione CAF: 1

Sfaxien: 2013